# Querkirche

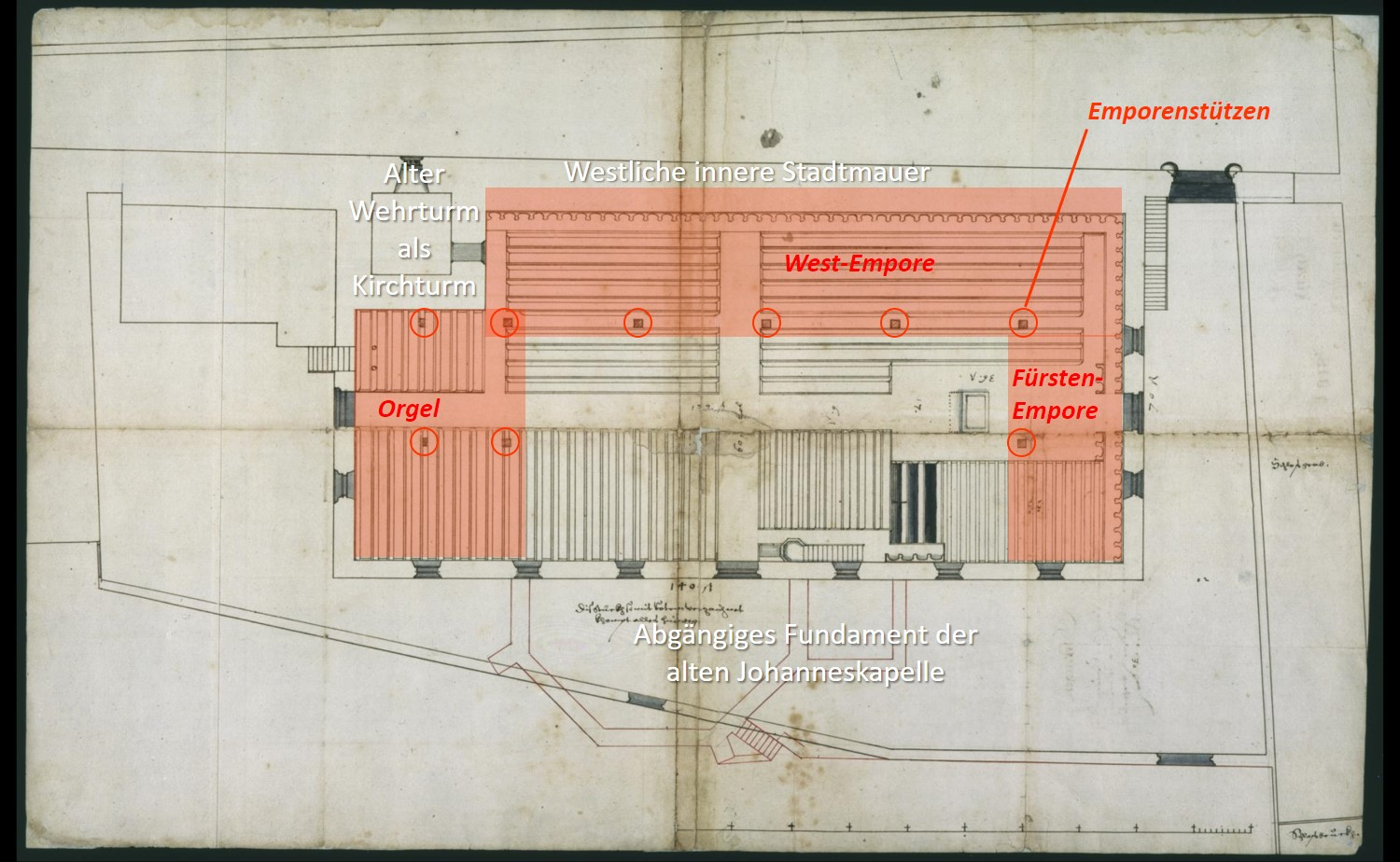
Stadtkirche Göppingen, Grundriss von Baumeister Heinrich Schickhardt, 1618, mit Parterre-Gestühl – Ostseite unten, innen mit Kanzel, außen mit Rest der abgebrochenen Kapelle

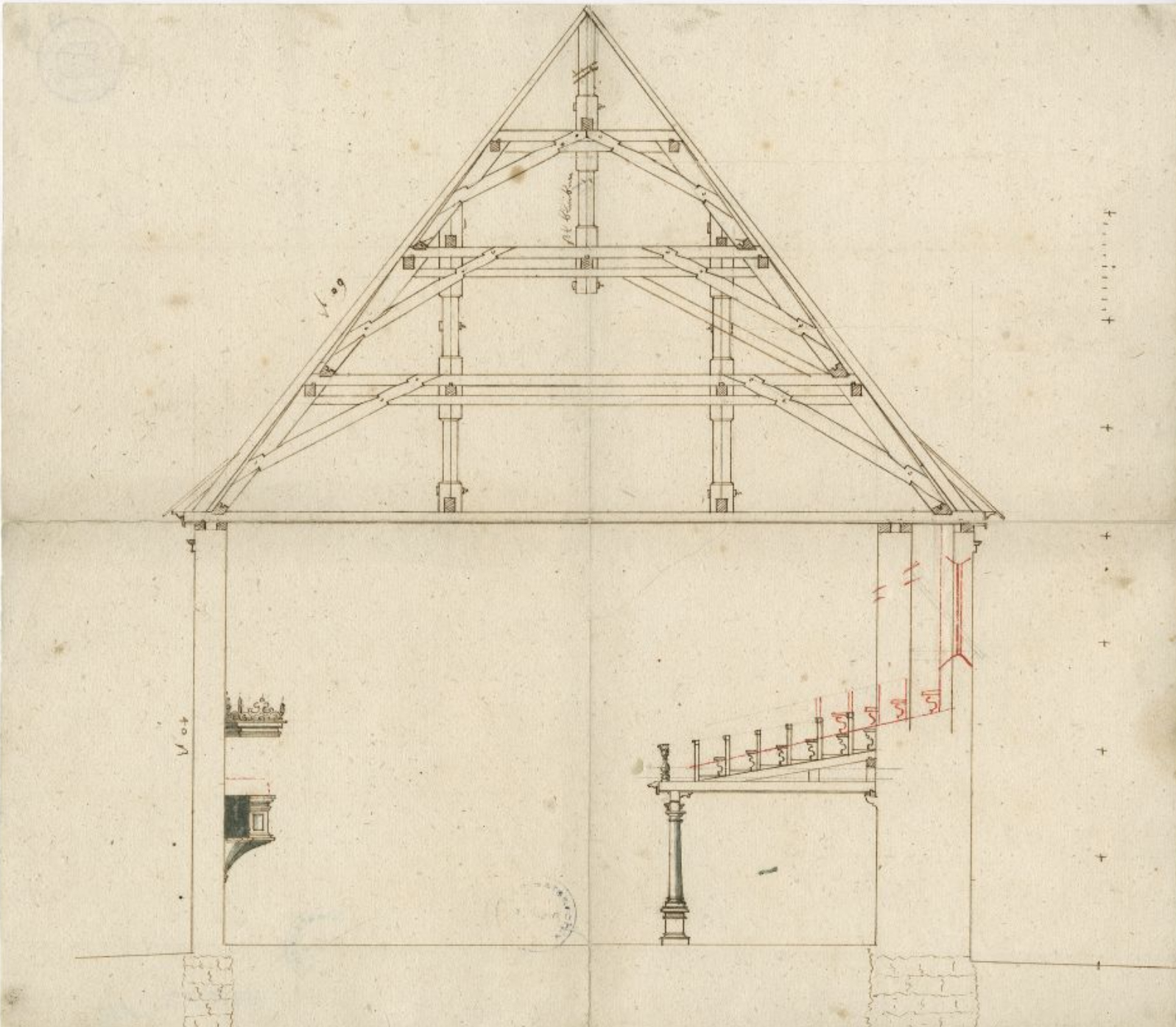
Stadtkirche Göppingen, Querschnitt von Baumeister Heinrich Schickhardt 1618, rechts Westwand

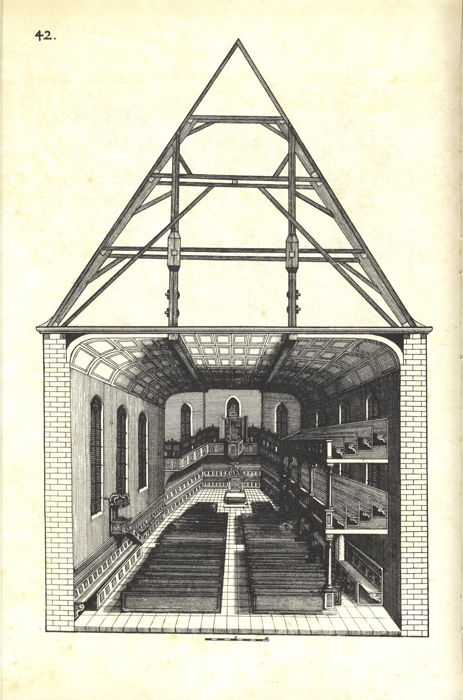
Hanau, Alte Johanneskirche (früher Lutherische Kirche) von 1658–64 (Kupferstich aus Johann Wilhelm, Architectura Civilis 1668)

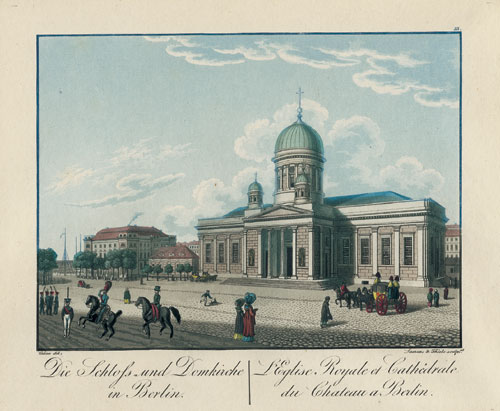
Der Vorgängerbau des Berliner Doms (Abb. um 1830) war eine Querkirche: Eingang und Altar befanden sich nicht wie üblich an den Schmalseiten der Kirche, sondern an den Längsseiten.

Eine Querkirche ist eine Form des Kirchenbaus, in der entweder (bei üblichem geosteten Längs-Grundriss) das Querhaus erheblich größer ausgebaut ist als das Langhaus (Letzteres entfällt fast vollständig) oder in der sich die Inneneinrichtung (Gestühl, mehrseitige Emporen, teilweise auch Altar) der Kanzel auf einer Längsseite zuwendet – also quer zur räumlichen Längsausrichtung.
Mit der Querkirche kristallisierte sich die einzige rein protestantische Sakralbauform heraus. Wie bei der reformatorischen Zentralkirche, die ein katholisch-barockes Bauprinzip durch Zentralisierung des Altars abwandelte, verstand man sie als eine architektonische Umsetzung des Prinzips vom „Priestertum aller Gläubigen.“ Chöre und Schiffe galten damit nicht mehr als konstitutiver (grundlegender) Bestandteil des Kirchengebäudes. Erst in der Barockzeit wurden in größerer Zahl Querkirchen erbaut.

## Geschichte

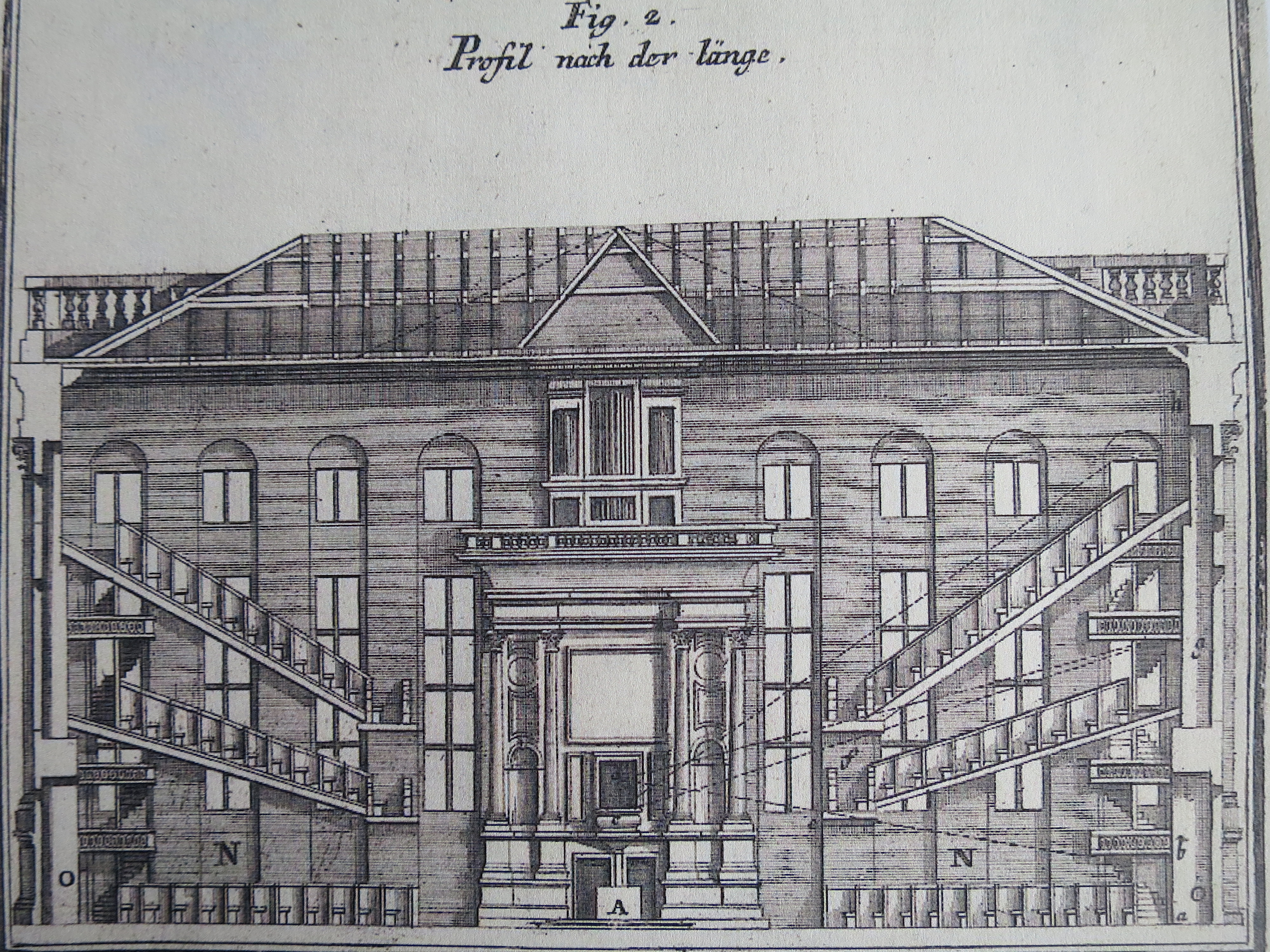
Grafik aus Leonhard Christoph Sturms Anweisung von 1718. Die Idealkirche ist mit zwei Emporen und zentraler Kanzel versehen. Die gestrichelten Linien deuten an, dass die Kanzel von jedem Platz aus sichtbar wäre.

Mit der Querkirche kristallisierte sich die einzige rein protestantische Sakralbauform heraus, und zwar nicht erst im 18. Jahrhundert, wie es manche ansonsten hervorragende Fachliteratur und sogar noch im Reformationsjahr 2017 die Deutsche Stiftung Denkmalschutz meint. Sie entwickelte sich aus der spätmittelalterlichen unbestuhlten Langkirche, in süddeutschen Reichsstädten vor allem aus den Kirchen, in denen schon vor der Reformation für Predigtgottesdienste speziell Prädikanten angestellt waren, und aus der in der Regel reichsstädtischen Predigerkirche der Dominikaner, in der die Kanzel meist seitlich an einem Mittelschiffspfeiler angebracht war. Vor dieser hatte sich die Gemeinde während der Predigt versammelt, ansonsten sich aber zum Messgottesdienst auf den geweihten Altar im Ostchor ausgerichtet. Mit der Reformation kam dieser Ort des sonntäglichen Messopfers in einem vom Kirchenschiff der Laien getrennten, dem Klerus vorbehaltenen Sakralraum, dem Chor, nicht mehr in Frage, als häufig dann freistehender Altartisch erhielt er jedoch neue Bedeutung: Tisch des Herrn, um den sich die Gemeinde zum priesterlichen Dienst aller Getauften, zum Abendmahl versammelt. Dem Gottesdienstverständnis Martin Luthers – zu Verkündigung, Gebet und Abendmahl ist jeder Ort und Raum recht –, das er in seiner Predigt zur Einweihung der Torgauer Schlosskapelle am 5. Oktober 1544 dargelegt hatte, entsprach dann auch die Ausrichtung des Kirchengestühls und der Einbau von oft mehrseitigen Emporen mit Sitz-, Hör- und Blickrichtung vornehmlich auf die Kanzel, was der Gemeinde einen direkteren akustischen und visuellen Zugang zum Ausgangspunkt des verkündeten Evangeliums brachte. So finden sich – neben der auch traditionell im katholischen Raum verbreiteten Westempore – in protestantischen Kirchen vielfach zweiseitig gewinkelte, dreiseitig U-förmige Hufeisenemporen sowie vierseitige und auch das gesamte Kirchenschiff umziehende Rundemporen. Die Kanzel erhielt aus akustischen Gründen meist an einer Langseite des Kirchenraums ihren Platz. Mit dieser funktionalen Drehung nach Süden, Norden, teilweise sogar nach Westen, spielte die Ostung keine Rolle mehr, was auch an vielen nachreformatorischen Erweiterungen und Umbauten überkommener längsgerichteter Kirchen sowie an Kirchenschiff-Anbauten an gotische Chöre oder romanische Chortürme zu sehen ist. Bei kleinen Dorfkirchen konnte es sich nahelegen, den bisherigen Altar aus dem engen Chor in den neu gestalteten Predigtsaal zu holen, weil aus Platzgründen nur hier die Gemeinde sich zum Abendmahl versammeln konnte. So wurden alte Chorräume mitunter fast funktionslos, wenn sie sich nicht zum Einbau von besonderem Gestühl, zur Aufstellung von Epitaphien oder einer Orgel eigneten. Der protestantische Kirchenbau und seine Baumeister mussten – auch bautechnische – Lösungen für weite, möglichst stützenlose Kirchenräume finden, die die hörende Gemeinde in eher halbkreisförmige Anordnung zum „Predigtstuhl“ (die Kanzel) brachten.
Dass es sich beim nachreformatorischen Bau oder Umbau von Schlosskapellen zu Querkirchen nicht um eine exklusiv der Orts-, Gebiets- oder Landesherrschaft zugutekommende schlossinterne Maßnahme handelt, sondern im Geiste der Reformation „die Kirche“ als standesumfassende Gemeinschaft und Ortsgemeinde gesehen wird, spricht bereits Luther in seiner Torgauer Predigt an. – Auch die anderen bis 80 Jahre später folgenden Kirchenbaumaßnahmen in Schlössern öffnen den herrschaftlichen Gottesdienstraum für die nicht-ständische Gemeinde: Aus der Schlosskapelle wird die Gemeindekirche. Standesunterschiede gab es beim Gottesdienstbesuch dennoch: die architektonisch und künstlerisch herausgehobene Empore, in der Regel direkt zugänglich von den herrschaftlichen Privatgemächern, wurde von der Herrschaft und ihrem Gefolge genutzt, im schmucklosen Erdgeschoss saßen oder standen die Schlossbediensteten und „die sonst herein gehen wollen“ (Luther).
Querkirchen als Neubauten entstanden nach der Torgauer Schlosskapelle zunächst vor allem in Süddeutschland. Im Herzogtum Württemberg und seinen benachbarten und teilweise verwandtschaftlich verbundenen Grafschaften und späteren Fürstentümern Hohenlohe, Brandenburg-Ansbach und Brandenburg-Bayreuth hing dies mit dem eigenständigen theologischen und liturgischen Profil zwischen Luthertum und Calvinismus und den engagierten Kirchbau-Bestrebungen der Landesherren und ihrer Baumeister zusammen: „Anders als in Wittenberg knüpfte die liturgische Grundentscheidung der Reformation in Württemberg nicht an der mittelalterlichen Tradition der römischen Messe an, sondern an jenen Prädikantengottesdiensten, die in den Städten Südwestdeutschlands verbreitet […] waren.“ Schon früh wurden daher Predigtsaalkirchen – bewusst ohne Chorraum zur Ausübung der Sakramente – für evangelische Gottesdienste als vorbildlich angesehen. Eine Trennung von geistlichem und weltlichem Kirchenraum war ja nach der Reformation nicht mehr notwendig.
Der solchermaßen auf die Wortverkündigung und weniger auf den Altar- und Abendmahlstisch ausgerichtete Quersaal hatte in Württemberg deutschlandweit zwar anfänglich seinen Schwerpunkt mit Ausstrahlung nach Franken, ja sogar bis Königsberg, wurde in Württemberg aber auch nicht überall durch Neubauten verwirklicht. Bestehende Bausubstanz mit eingeschränkten Möglichkeiten zur kompletten Neugestaltung im Sinne des Predigtsaal- und Quersaal-Gedankens sowie fehlende Finanzmittel führten zu örtlich unterschiedlichen Kompromisslösungen: Sehr häufig wurden bestehende Kirchen nicht nur im Langhaus ein- oder doppelseitig verbreitert und dort mit Emporen versehen, sondern sogar in weiten oder engen Chören, und auch dort das Gestühl auf die Kanzel ausgerichtet. Die Position des Altars ergab sich dann aus dem zur Verfügung stehenden Platz für die Mahlgemeinschaft der Gemeinde am Tisch des Herrn. Viele dieser nachträglichen Um- und Einbauten wurden im 20. Jahrhundert bei Renovierungen entfernt und der Kirchenraum wieder längsgerichtet, waren aber über Jahrhunderte kennzeichnend für protestantische Kirchen. Auch richtete sich patronatsherrlicher Orts- und Gebietsadel bei Erweiterung oder Neubau ihrer Kirchen manchmal stärker nach ihren Repräsentations- und Grablege-Bedürfnissen als nach reformationstheologischen Prinzipien: in herkömmlicher Längsausrichtung einer Kirche wurde der Chor nicht selten zum Raum für Epitaphien, da dem evangelischen Adel die Bestattung oder das Totengedenken in Klöstern abhandengekommen war. Den bewusst protestantischen Charakter der Kirche betonte man dann auf andere Weise: mit reformatorischen Altarbildwerken (zum Beispiel Abendmahl „in beiderlei Gestalt“) und anderen Merkmalen.
Querkirchen wurden in den protestantischen Territorien des Heiligen Römischen Reiches auch gebaut in Franken (ab 1690), in Baden (ab 1612) und in der Kurpfalz, in Hessen (ab 1607) sowie in den reformiert-calvinistisch geprägten Ländern Schweiz (ab 1667) und Niederlande (ab 1620), dazu die sehr schlicht gestalteten Kirchen der Glaubensflüchtlinge Hugenotten und Waldenser – meist ohne Bilder und Kreuz – in einigen deutschen Gebieten direkt nach dem Edikt von Fontainebleau von 1685 und in Württemberg ab 1721. In Frankreich gab es allerdings schon kurz nach der Reformation Versammlungsräume der Hugenotten, häufig als Rund- und Holzbau und als ein dem Theaterbau nachempfundener Hörsaal, vereinzelt auch querorientiert errichtet, in den mehr als hundert Verfolgungsjahren meist rasch zerstört und im Unterschied zur katholischen „église“ immer „temples“ genannt. „Der Einfluß der Hugenotten auf die Entwicklung der Querkirchen im Reich muß (...) als äußerst gering eingeschätzt werden.“ Die evangelisch-reformierte Hugenottenkirche Erlangen im fränkischen Herrschaftsbereich der Brandenburger Fürsten und Markgrafen, erbaut 1686 bis 1693, ist das älteste Gotteshaus der Hugenotten außerhalb Frankreichs. Diese calvinistisch-reformierte Bauform nach Ende des Dreißigjährigen Krieges kann den frühen Querkirchen-Bau in Württemberg nicht beeinflusst haben, wie gelegentlich angenommen wird, und die erste Welle calvinistischer Glaubensflüchtlinge aus den Niederlanden in die zum Calvinismus übergegangene Kurpfalz im späten 16. Jahrhundert brachte nicht einmal dorthin, geschweige denn nach Württemberg, so früh einen Kirchenbau nach reformierter Vorstellung.
Die aus der böhmischen Reformation (Böhmische Brüder) herkommende nominell überkonfessionelle christliche Glaubensbewegung der Herrnhuter Brüdergemeine und die aus dem spezifisch württembergischen Pietismus hundert Jahre später hervorgegangene Evangelische Brüdergemeinde Korntal versammeln sich bis heute in ihren Betsälen in einer mit den Querkirchen vergleichbaren Anordnung.
Im reformierten Kirchenbau der Schweiz war die Querkirche vor allem im Spätbarock und im Klassizismus ein beliebtes Konzept. Die Gründe sind darin zu suchen, dass die reformierte Theologie von Huldrych Zwingli und Jean Calvin einen radikalen Verzicht auf Bilder und Altäre vorsieht, der noch weit über die lutherischen Ideale hinausgeht. Auf der Suche nach einem idealen Raumkonzept erschien die Querkirche, die einen Blick auf die Kanzel als Zentrum des reformierten Predigtgottesdienstes ermöglicht, optimal. Die Grundrissformen sind vielfältig und reichen von Ovalkirchen über Rechteckbauten zu Kirchen mit Kreuzgrundriss. Typisch für den reformierten Kirchenbau sind auch die U-förmigen Emporen, die in den Kirchen von Wädenswil und Horgen, den größten und bedeutendsten Querkirchen der Schweiz, am besten zur Geltung kommen.
Nach 1815 orientierte sich die protestantische Sakralarchitektur wieder mehr an mittelalterlichen Konzepten. Durch das Eisenacher Regulativ von 1861 wurde der gotische Formenkanon für den Kirchenbau empfohlen, bei dem das Sakrament (der Altar), nicht aber die Predigt (die Kanzel) im Mittelpunkt steht. Dieses Konzept stieß bei liberalen Lutheranern und Reformierten auf Widerstand und wurde durch das Wiesbadener Programm 1891 abgelöst. Viele Kirchenbauten des Wiesbadener Programms wie auch der Moderne und Postmoderne sind als Zentralbauten angelegt und kommen dem Konzept der Querkirche oftmals nahe.
Auch vereinzelte katholische Kirchen wurden – allerdings aus bestimmten praktischen Notwendigkeiten – als Querkirchen ausgeführt. Bekanntestes Beispiel hierfür ist Gianlorenzo Berninis Kirche Sant’Andrea al Quirinale in Rom.

## Bautechnik
Aus praktischen Gründen empfahl sich im nachreformatorischen Kirchenbau ein die gesamte Gemeinde fassender, möglichst breiter Raum mit stützenloser Decke, guter Sicht und Akustik zwischen den Sitzplätzen und der Kanzel. Dies war ab einer Langhausbreite von 8–10 Meter mit herkömmlichen Dachwerken aus statischen Gründen nicht mehr möglich. Es ist anzunehmen, dass die von Elias Gunzenhäuser stützenlos freitragend errichtete und in Fachkreisen wie an Fürstenhöfen bekannte innovative Dachkonstruktion im 1593 in Stuttgart fertiggestellten Neuen Lusthaus weiterentwickelt wurde. In der Stadtkirche Waldenbuch und für den großen Festsaal des Renaissance-Schlosses Weikersheim fand Gunzenhäuser angepasste Lösungen, und der Baumeister Heinrich Schickhardt schuf mit seinen Mitarbeitern für die Stadtkirche Göppingen 1618–1619 ein bautechnisches Meisterstück der Zimmermannskunst: eine Kombination aus sogenannten liegenden Stühlen, Spreng- und Hängewerk mit Doppelbinder über drei oder vier Dachstockwerke, die zur Aufnahme von Nutzlast (Fruchtschütte, Kornboden) gleichzeitig auch hoch belastbar sein musste. Einfachere Varianten hatten sich schon vorher und dann auch später als einzig brauchbare Dach- und Deckenkonstruktionen für Querkirchen ergeben. So führte die neue Gottesdienstform der Reformation zu einer bautechnischen Innovation. Die Liturgie forderte die Bautechnik heraus – oder, um es mit dem Bauhaus-Prinzip des 20. Jahrhunderts zu sagen: Die Form folgt der Funktion, da sich das Architektonische der gestellten Aufgabe unterordnet. Der liegende Stuhl, für große freitragende Spannweiten kombiniert mit Sprengwerk und Hängewerk, entwickelte sich in der Spätrenaissance und im Barock zur Standardlösung im Dachwerkbau in süddeutschen Kirchen, so dass sich allmählich im 17. und 18. Jahrhundert nahezu jedes größere Kirchendachwerk dieser Konstruktionselemente bediente. Weiter nördlich in Deutschland und auch in anderen europäischen Ländern verbreitete sich diese Innovation offenbar kaum, wozu auch der Langholz-Konkurrenzbedarf für Schiffbau in Küsten- und Flussregionen beitrug. Die wenigen größeren Renaissance- und Querkirchen ohne Flachdecke von den Niederlanden bis Skandinavien hatten mit kreuz-, oval-, rund- oder doppelrundförmigen Grundrissen unterstützende Wandelemente für ihre großen Gewölbe.
Eine interessante Variante des Hängewerks wurde vielfach in der Schweiz, vor allem von dem Brückenbau-Ingenieur Hans Ulrich Grubenmann, im 18. Jahrhundert auch im Kirchenbau verwirklicht: sowohl Längs- als auch Querkirchen erhielten über der Länge des Raumes einen Dachstuhl ähnlich einer weit gespannten Holzbrücke: mit sehr langen Sparrenbindern, stabilisierenden Querbindern und Gratbindern sowie Hängesäulen zum Tragen der Flachdecke. In anderen Ländern scheint diese Konstruktion nicht verwirklicht worden zu sein.

## Beispiele für Querkirchen

### Deutschland
- 1503 Schlosskirche Wittenberg, Sachsen(-Anhalt), spätgotisch; 1507–1817 Universitätskirche, seit 1525 evangelisch; Martin Luthers Wirkungsstätte
- 1510 Ulmer Münster, Württemberg, 14.–16. Jh., größte evangelische Kirche Deutschlands; seit 1530 evangelisch; architektonisch zwar eine klassische gotische Basilika mit Längsausrichtung, Inneneinrichtung mit Kanzeleinbau 1510 und mit nachreformatorischer Sitzbank-Ausstattung nachträglich als Querkirche angelegt – wie viele andere reichsstädtischen Predigerkirchen auch
- 1544 Evangelische Schlosskirche Torgau, Sachsen; Renaissance
- 1553 Schlosskapelle Dresden, Sachsen; Spätgotik und Renaissance; 1737 profaniert, 1945 kriegszerstört, 1985–2013 als Konzert- und Veranstaltungsraum wiederaufgebaut
- 1562 Evangelische Schlosskirche im Stuttgarter Alten Schloss, Württemberg; Renaissance; herzoglicher Bauauftrag (Baumeister Aberlin Tretsch und Blasius Berwart), älteste Querkirche Württembergs
- 1563 Evangelisch-lutherische Schlosskirche Schwerin, Mecklenburg; Renaissance, neugotischer Chor
- 1574 Evangelische Laurentiuskirche Oberderdingen im Amthof (Oberderdingen), Württemberg; Renaissance; herzoglicher Bauauftrag
- 1575 Evangelische Schlosskapelle Plassenburg ob Kulmbach, Oberfranken; Renaissance; württemberg-herzogliche Veranlassung (beratende Baumeister: Aberlin Tretsch und Blasius Berwart)
- 1577 Schlosskirche zu Stettin, Pommern; Renaissance; profaniert
- 1578 Evangelische Ägidiuskirche Brettach, Württemberg
- 1584 Evangelische Andreaskirche Schlat, Württemberg
- Ende 16. Jahrhundert:
  - Evangelische Kirche St. Gereon und Margaretha Aichwald-Aichschieß, Württemberg; 1952/74 „Umwandlung zu einem modernen Kirchenraum“
  - Evangelische Martinskirche Calw-Altburg, Württemberg; 1954 zu Längskirche umgebaut
  - Evangelische Georgskirche Bad Teinach-Zavelstein, Württemberg
  - Evangelische Stephanuskirche Neuweiler, Württemberg; 1956 zu Längskirche umgebaut
- 1586 Evangelisch-lutherische Stadtpfarrkirche St. Mang in Kempten (Allgäu), Bayrisch-Schwaben; Renaissance und Barock
- 1586 Evangelische Schlosskirche Königsberg, Ostpreußen; württembergische Baumeister Aberlin Tretsch und Blasius Berwart im Auftrag des fränkischen Markgrafen Georg Friedrich I.
- 1591 Evangelische Michaelskirche Asperg, Württemberg
- 1595 Evangelische Schlosskirche Sulzbach am Kocher, Württemberg – 1837 profaniert
- 1599 Evangelische Kirche Braunsbach-Döttingen, Württemberg; Erweiterung der romanischen Chorturmkirche
- Anfang 17. Jh.: Evangelische Johanneskirche Weinsberg von 1200, Württemberg; Umbau zu Querkirche, 1947 Rückbau
- 1601 Evangelische Kirche Aidlingen-Dachtel, Württemberg, Renaissance; herzoglicher Baumeister Heinrich Schickhardt, 1972 zu Längskirche umgebaut
- 1602 Evangelische Johannes-Täufer-Kirche Hornberg im Ortenaukreis (Baden); württembergischer Besitz, herzoglicher Baumeister Heinrich Schickhardt
- 1602 Evangelische Kirche Öhringen-Ohrnberg, Württemberg
- 1605 Heidenheim an der Brenz, Schlosskirche Schloss Hellenstein, Württemberg; Renaissance; herzogliche Baumeister Heinrich Schickhardt und Elias Gunzenhäuser – seit 1901 städtisches Museum
- 1606 Evangelische Kirche Deyelsdorf, Mecklenburg-Vorpommern; Renaissance
- 1607 Evangelische Bonifatiuskirche Braunsbach am Kocher, Württemberg
- 1607 Evangelische Kirche Saint-Martin in Montbéliard (Mömpelgard), damals württembergische Grafschaft im Burgund; Renaissance; herzoglicher Baumeister Heinrich Schickhardt; seit 19. Jh. Längskirche
- 1607 Evangelische Stadtkirche St. Veit Waldenbuch, Württemberg; herzoglicher Baumeister Elias Gunzenhäuser, † 1606
- 1607 Evangelische Schlosskapelle Rotenburg an der Fulda, Hessen; 1790 abgerissen
- 1610 Evangelische Georgskirche Horkheim, Württemberg; Renaissance; herzoglicher Baumeister Heinrich Schickhardt
- 1610 Evangelisch-lutherische Dreifaltigkeitskirche Haunsheim bei Dillingen/Donau (Bayrisch-Schwaben), reichsunmittelbar; Renaissance
- 1612 Evangelische Lambertuskirche Pfaffenhofen, Württemberg (Planung Baumeister Heinrich Schickhardt)
- 1612 Evangelische Stadtkirche St. Salvator Neckarbischofsheim, Baden; Renaissance
- 1612 Evangelisch-lutherische Sandkirche Schlitz, Vogelsbergkreis/Hessen, kleine Friedhofskirche mit Innen- und Außenkanzel, älteste erhaltene Querkirche Hessens
- 1613 Evangelische Peter- und Paulskirche Köngen, Württemberg; Renaissance; 1952 zu Längskirche umgebaut
- 1613 Evangelische Burgkirche Maienfels, Württemberg; Renaissance
- 1615 Evangelische Dreifaltigkeitskirche Leutkirch, Freie Reichsstadt (jetzt Württemberg) – (Baumeister Daniel Schopf aus Isny, unter Bezug auf Baumeister Heinrich Schickhardt); 1860/1973 zu Längskirche umgebaut
- 1617 Evangelische Stadtkirche St. Jakobus Brackenheim von 1300, Erweiterung und 1617 Südkanzel-Einbau, 1964 zur Längskirche umgebaut
- 1618 Evangelische Stadtkirche Vaihingen an der Enz, Württemberg; Wiederaufbau nach Stadtbrand; herzoglicher Baumeister Heinrich Schickhardt – 1893/1968 zu Längskirche umgebaut
- 1618 Evangelische Kilianskirche Waldbach, Württemberg; Renaissance; herzoglicher Baumeister Friedrich Vischlin
- 1619 Evangelische Stadtkirche Göppingen, Württemberg; herzoglicher Baumeister Heinrich Schickhardt – mit fast 41 × 21 Meter größte evangelische Renaissance- und Querkirche; 1772 Innenraum zu Längskirche umgebaut
- 1619 Evangelisch-lutherische Stadtkirche Peter und Paul Sebnitz, Sachsen; Renaissance
- 1621 Evangelische Marienkirche Bretzfeld-Adolzfurt, Württemberg; herzoglicher Baumeister Heinrich Schickhardt
- 1621 Evangelische Heilig-Kreuz-Kirche Sternenfels-Diefenbach, Württemberg; Renaissance; herzoglicher Baumeister Heinrich Schickhardt
- 1621 Evangelische Laurentiuskirche Erbstetten, Württemberg
- 1621 Evangelische Dreifaltigkeitskirche Ulm, Freie Reichsstadt (jetzt Württemberg) – 1944 zerstört, zu anderer Nutzung verändert wieder aufgebaut
- 1621 Evangelische Stadtkirche Geislingen von 1424/28, Kanzeleinbau 1621 an mittlerem Nordpfeiler, Württemberg; 1892 zur Längskirche umgebaut
- 1624 Evangelische Stadtkirche Bad Wildbad, Württemberg; Renaissance; herzoglicher Baumeister Heinrich Schickhardt, 1742 abgebrannt und durch Neubau ersetzt
- 1624 Evangelische Spitalkirche Biberach an der Riß, Württemberg
- 1624 Evangelische Laurentiuskirche Bretzfeld-Bitzfeld, Württemberg; Renaissance; herzoglicher Baumeister Friedrich Vischlin; 1956 zu Längskirche umgebaut
- 1626 Evangelische Georgskirche Rotfelden, Württemberg; Renaissance; herzoglicher Baumeister Friedrich Vischlin
- 1641 Evangelischer Bremer Dom vom 11.–13. Jh., Bremen; seit Mitte 16. Jahrhundert zunächst gelegentlich, ab 1638 endgültig evangelisch; seit 1641 mit Einbau des Gestühls und der Barockkanzel im Mittelschiff als Querkirche angelegt
- 1650 Evangelische Andreaskirche Mühlacker-Dürrmenz, Württemberg; Pfarrkirche aus dem Jahr 1585 am rechten Enzufer
- 1660 Evangelische Stadtkirche Schorndorf, Württemberg; Ulmer Baumeister Joseph Furttenbach – 1959 zur Längskirche umgebaut
- 1664 Evangelische Alte Johanneskirche Hanau, früher Lutherische Kirche, Hessen; nach starker Kriegsbeschädigung (1945) verändert wieder aufgebaut
- 1669 Evangelische Martinskirche Langenau, Gebiet der Freien Reichsstadt Ulm (jetzt Württemberg)
- 1681 Evangelische Schlosskapelle Stetten im Remstal, Württemberg, Barock
- 1683 Evangelisch-lutherische St.-Salvatoris-Kirche Clausthal-Zellerfeld am Harz, Renaissance; 1864 Umbau der Saalkirche mit Holztonnengewölbe in eine dreischiffige und siebenjochige Hallenkirche mit Kreuzrippengewölbe
- 1684 Evangelisch-reformierte Neanderkirche Düsseldorf, Rheinland; Frühbarock
- 1692 Schlosskirche (Eisenberg), Thüringen, Barock
- 1692 Evangelisch-reformierte Hugenottenkirche Erlangen, Franken; älteste Hugenottenkirche außerhalb Frankreichs
- 1696 Evangelische Marienkirche Altheim (Alb), Württemberg; Barock; 1975 zu Längskirche umgebaut
- 1698 Evangelische St.-Veits-Kirche Stetten im Remstal, Württemberg, Barock, herzoglicher Bauauftrag
- 1699 Evangelisch-lutherische St.-Georgen-Kirche Schwarzenberg, Erzgebirge/Sachsen
- 1700 Evangelische Pfarrkirche Walddorf in Walddorfhäslach, Württemberg; Umbau zur Querkirche
- 1704 Evangelische Kirche Carlsdorf, Hofgeismar, „der einzige Quersaal unter den Hugenotten- und Waldenserkirchen in Hessen-Kassel“
- 1710 Evangelische Klosterkirche Königsbronn von 1565, Württemberg; ab 1710 Barock-Querkirche, 1974 zu Längskirche umgebaut
- 1713 Evangelisch-lutherische Schlosskirche Weilburg, Hessen
- 1717 Evangelisch-lutherische Kirche Helpershain bei Ulrichstein, Hessen (abgebrochen vor 1909)
- 1722 Evangelische Nikolauskirche Unterheinriet von 1250, Württemberg; Erweiterung zur Querkirche
- 1722 Evangelische Kirche (Wabern), Hessen – 1910 abgebrochen
- 1723 Evangelisch-reformierte Kirche Eisemroth bei Siegbach, Hessen
- 1726 Evangelisch-reformierte Kirche Wabern
- 1731 Evangelische Martinskirche Tuningen, Württemberg
- 1731 Evangelisch-reformierte Reinhardskirche Steinau an der Straße, Hessen
- 1731 Evangelisch-lutherische Kirche „Zur Himmelspforte“ Ober-Eschbach bei Bad Homburg vor der Höhe, Hessen
- 1733 Evangelisch-reformierte Kirche Lichenroth bei Birstein, Hessen
- 1735 Evangelische Pfarrkirche Langenselbold, Hessen
- 1736 Evangelische Kirche Rodheim bei Rosbach vor der Höhe, Hessen
- 1738 Evangelische Kirche Grävenwiesbach, Hessen
- 1738 Evangelisch-reformierte Peterskirche Kirchheimbolanden, Pfalz
- 1738 Evangelisch-lutherische Kirche am Graben Kassel, Hessen – 1943 kriegszerstört
- 1739 Evangelische Mauritiuskirche Kirchheim am Neckar, Württemberg
- 1739 Evangelische Dreifaltigkeitskirche Zossen, Brandenburg; Barock
- 1739 Evangelisch-lutherische Kirche Heftrich bei Idstein/Taunus, Hessen
- 1739 Kreuzkirche (Sehnde) bei Hannover, Barock
- 1740 Evangelisch-lutherische Kirche Neunkirchen (Westerwald), Hessen
- 1741 Evangelische Kirche Burgbracht, Hessen
- 1741 Evangelisch-reformierte Kirche Wölfersheim, Hessen; Barock
- 1742 Evangelisch-reformierte Kirche Marköbel bei Hammersbach, Hessen
- 1742 Evangelisch-reformierte Wilhelmskirche Bad Nauheim, Hessen
- 1743 Evangelische Martinskirche Gruibingen vom 12./14. Jahrhundert, Württemberg, 1743 zu Querkirche, 1974 zu Längskirche umgebaut
- 1744 Evangelisch-lutherische Paulskirche Kirchheimbolanden, Pfalz
- 1744 Evangelische Kirche in Heiligkreuzsteinach, Baden
- 1746 Evangelisch-reformierte Friedenskirche Saarbrücken, Saarland
- 1750 Evangelisch-lutherische Stadtkirche Erbach (Odenwald), Südhessen
- 1750 Evangelisch-reformierte Kirche Birstein-Unterreichenbach, „Vogelsberger Dom“, Hessen
- 1750 Evangelisch-lutherische Schlosskirche Altenburg bei Alsfeld, Hessen
- 1750 Evangelische Kirche Ostheim bei Butzbach, Hessen
- 1751 Evangelische Peter- und Paul-Kirche Gerabronn, Württemberg; 1967 völlige Innen-Umgestaltung
- 1751 Evangelische St.-Agatha-Kirche Unterweissach, Württemberg
- 1751 Evangelische Kirche zum heiligen Kreuz in Weiler an der Zaber, Württemberg; Barock
- 1751 Evangelisch-lutherische Kirche Stammheim bei Florstadt, Hessen
- 1754 Evangelische Zwölf-Apostel-Kirche Neuhausen an der Erms, Württemberg, Rokoko; 1972 Abriss Kirchenschiff, Neubau Gemeindezentrum
- 1756 Evangelische Kirche Bicken bei Mittenaar, Hessen
- 1756 Evangelische Laurentiuskirche Bieber, Hessen
- 1757 Evangelische Kirche Ruppertsburg bei Gießen, Hessen; Barock
- 1760 Evangelische Martinskirche Gomadingen, Württemberg; Barock
- 1761 Evangelische Lutherkirche Pirmasens, Pfalz
- 1767 Evangelische Stadtkirche Aalen, Württemberg, Barock, Planung von Johann Adam Groß
- 1771 Evangelische Blasiuskirche Engstingen-Kleinengstingen, Württemberg, Rokoko

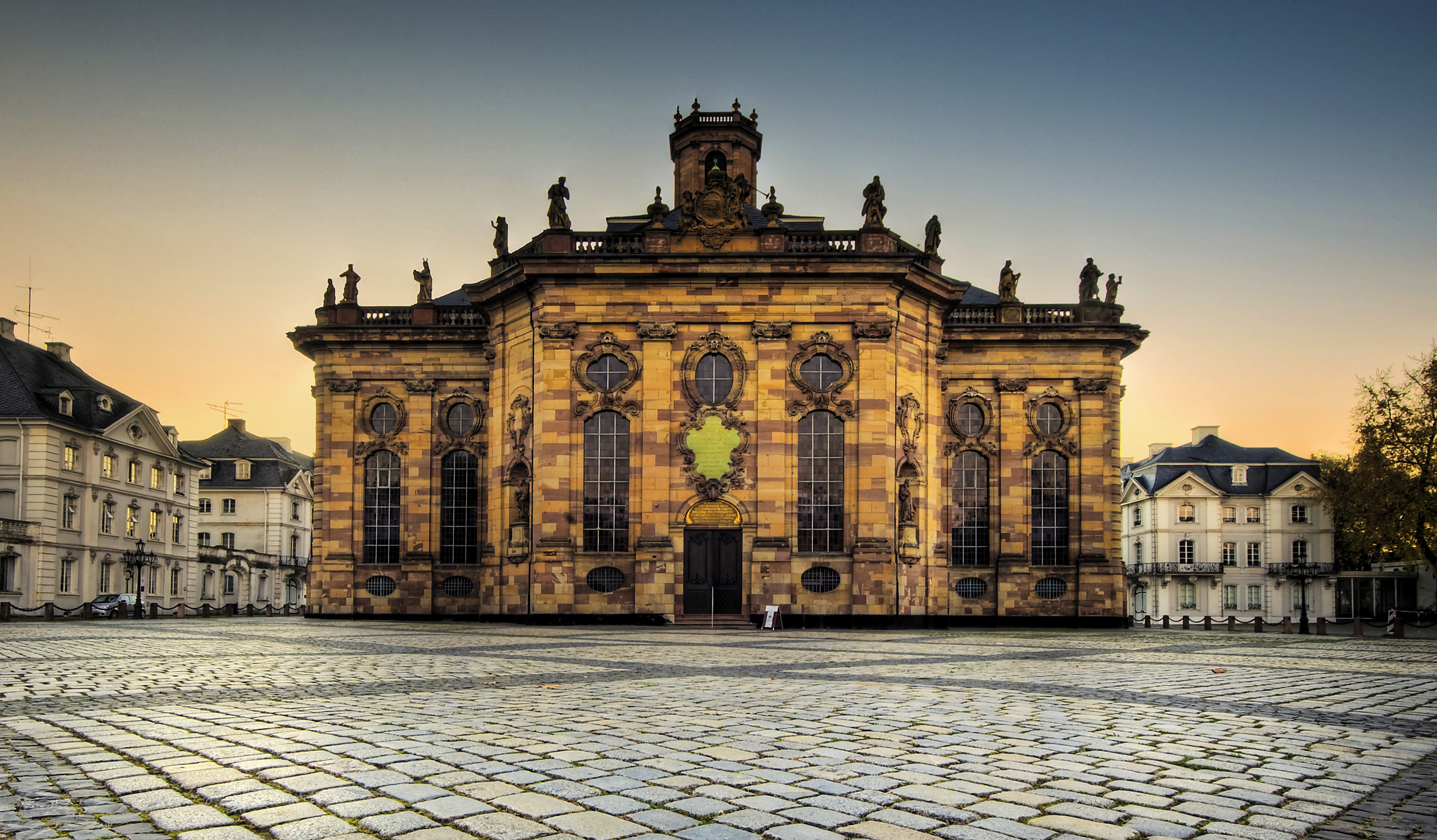
Ludwigskirche Saarbrücken

- 1775 Ludwigskirche (Saarbrücken), Barock
- 1775 Evangelische Stephanuskirche Alfdorf, Württemberg, Barock
- 1777 Evangelische Stadtkirche St. Blasius, Ostfildern-Nellingen; 1926 von Martin Elsaesser zur Querkirche umgebaut
- 1779 Evangelische Lutherkirche Fellbach, Württemberg; Spätbarock und Klassizismus – Schiff-Neubau von Johann Adam Groß
- 1780 Evangelische Peterskirche Steinheim am Albuch, Württemberg
- 1782 Evangelische Johanneskirche Rudersberg, Württemberg; Barock - Schiff-Neubau von Johann Adam Groß, 1957 zur Längskirche umgebaut
- 1782 Evangelisch-reformierte Kirche Langsdorf, Hessen, Rokoko
- 1784 Evangelische Täufer-Johannes-Kirche Warmbronn, Württemberg; 1961 zu Längskirche umgebaut
- 1785 Evangelische Laurentiuskirche Hemmingen, Württemberg; Barock
- 1786 Evangelische Kirche Wittendorf, Württemberg
- 1788 Evangelische Veitskirche Braunsbach-Geislingen am Kocher, Württemberg; 1963 zur Längskirche umgebaut
- 1791 Evangelisch-lutherische Petrikirche Ratzeburg, Schleswig-Holstein, Spätbarock und Klassizismus
- 1792 Evangelische Stephanskirche Heuchlingen (Gerstetten), Württemberg, Barock
- 1792 Evangelische Mauritius-Kirche Mötzingen, Württemberg, erbaut von Johann Adam Groß
- 1799 Evangelische Kirche Seewald-Hochdorf, Württemberg
- 1801 Evangelische Pfarrkirche St. Peter und Paul[31] in Burkau-Uhyst am Taucher, seit 1996 Autobahnkirche an der A4
- 1805 Michaeliskirche (Wolfsburg-Fallersleben), Niedersachsen, Klassizismus
- 1806 St. Marien (Neuruppin), Brandenburg, Klassizismus
- 1808 Burgkirche Friedberg, Hessen, Klassizismus
- 1813 Evangelische Kirche (Bellersheim), Hessen, Klassizismus
- 1816 Evangelische St. Galluskirche Welzheim, Württemberg; Klassizismus, Kameralamtsstil
- 1819–1821 Stadtkirche Vegesack in Bremen
- 1822 Ev.-luth. Friedenskirche in Bad Liebenstein
- 1826 Reformierte Kirche (Lübeck), Klassizismus
- 1830 Kirche (Wißmar), Lahn/Hessen, Spätklassizismus
- 1832 Evangelische Jakobuskirche Auenstein, Württemberg; Kameralamtsstil, 1969 zur Längskirche umgebaut
- 1833 Evangelische Kirche Schömberg, Württemberg; Kameralamtsstil, 1928 zur Längskirche umgebaut
- 1833 Frankfurter Paulskirche, Hessen
- 1834 Evangelische Michaelskirche Winzerhausen, Württemberg; Kameralamtsstil
- 1835 Bartholomäuskirche (Vellberg-Großaltdorf), Württemberg
- 1837 Evangelische Kirche zum Heiligen Kreuz, Sankt Peter und Genovefa, Ellhofen von 1380, Württemberg; 1837 Umbau zur Querkirche, 1977 Erweiterung und Neuinterpretation als Querkirche

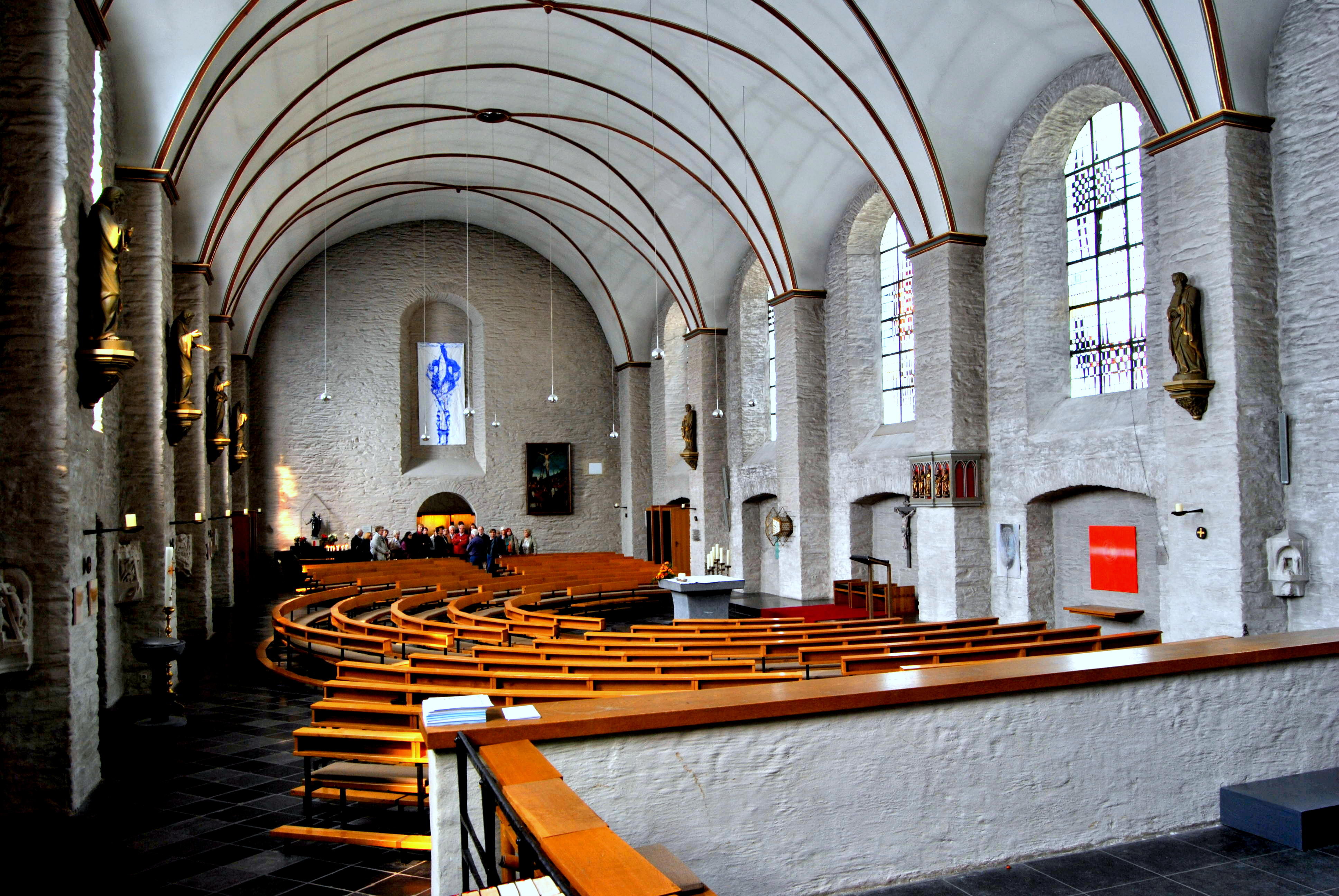
Inneres der zur Querkirche umgestalteten Aukirche St. Mariä Empfängnis in Monschau

- 1843 Paulskirche Dinkelsbühl, Franken, historisierender, damals byzantinisch genannter Stil
- 1904 Evangelische Johanneskirche Untergruppenbach, Württemberg; ehemals Jugendstil
- o. J. Herrnhuter Betsaal, an verschiedenen Orten
- o. J. Pfarrkirche Jugenheim, Hessen

Zur Querkirche umgebaute Längskirchen
- 1960er-Jahre Römisch-katholische Kirche St. Mariä Empfängnis („Aukirche“, Hauptpfarrkirche, bis 1802 Klosterkirche des Minoritenklosters Monschau)
- 1982 römisch-katholische Pfarrkirche Christus unsere Einheit in Aachen-Lichtenbusch
- 1993 Evangelische Martin-Luther-Kirche Mössingen, Württemberg (von 1964), nach Totalumbau
- Waller Kirche in Bremen, 1524 von Anfang an protestantisch, 1725/26 zur Querkirche

Zur Längskirche umgebaute Querkirchen
- Horner Kirche in Bremen, 1822 bis 1824 Querkirche anstelle der mittelalterlichen Vorgängerkirche, 1894 Umbau zur Längskirche
- Waller Kirche (s. o.), nach Zerstörung im 2. WK Wiederaufbau 1952–1956 als Längskirche

### Schweiz
Bestehende Querkirchen
- Kirche von Chêne-Pâquier, 1667

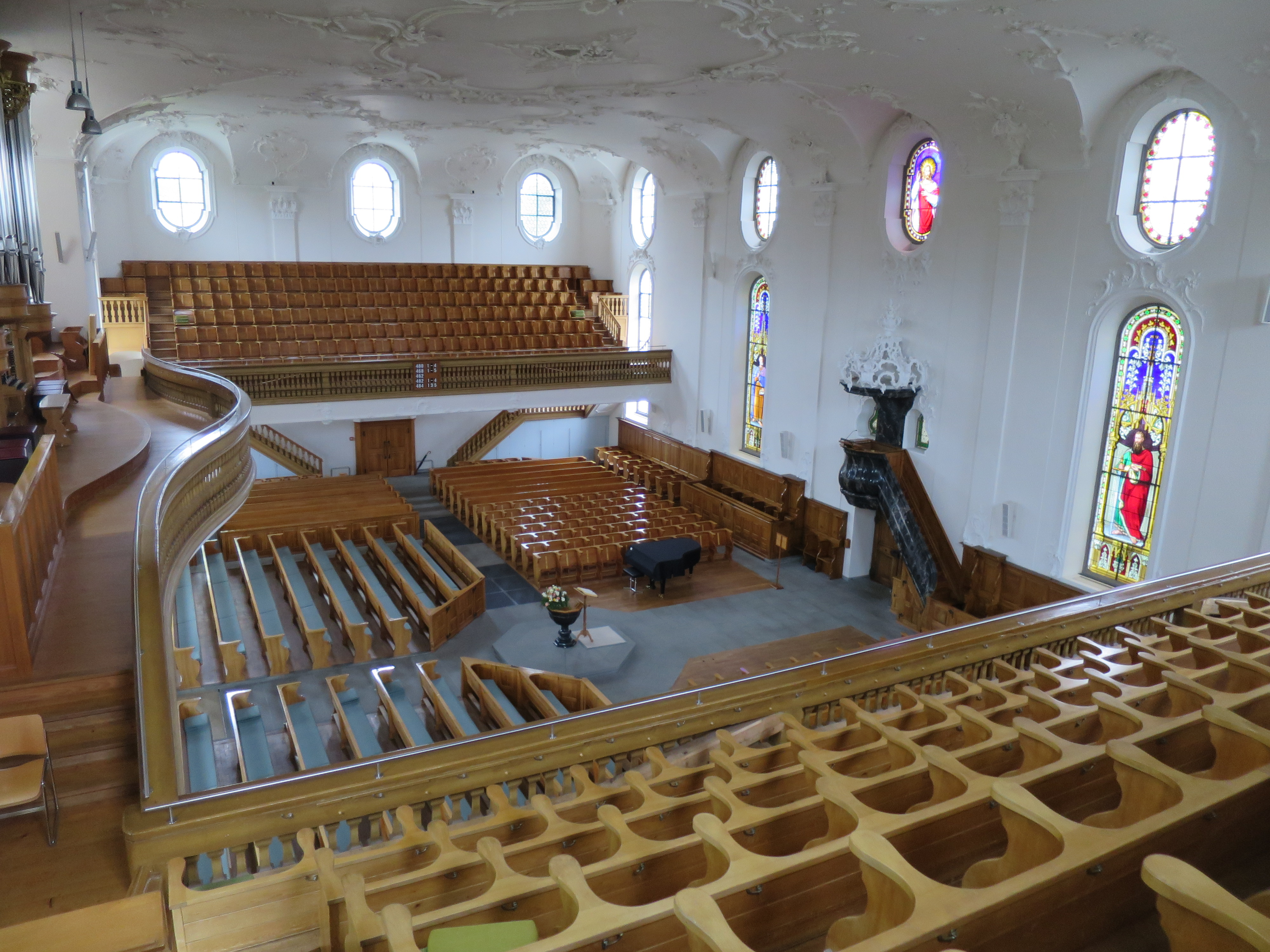
Reformierte Kirche Wädenswil, Schweiz

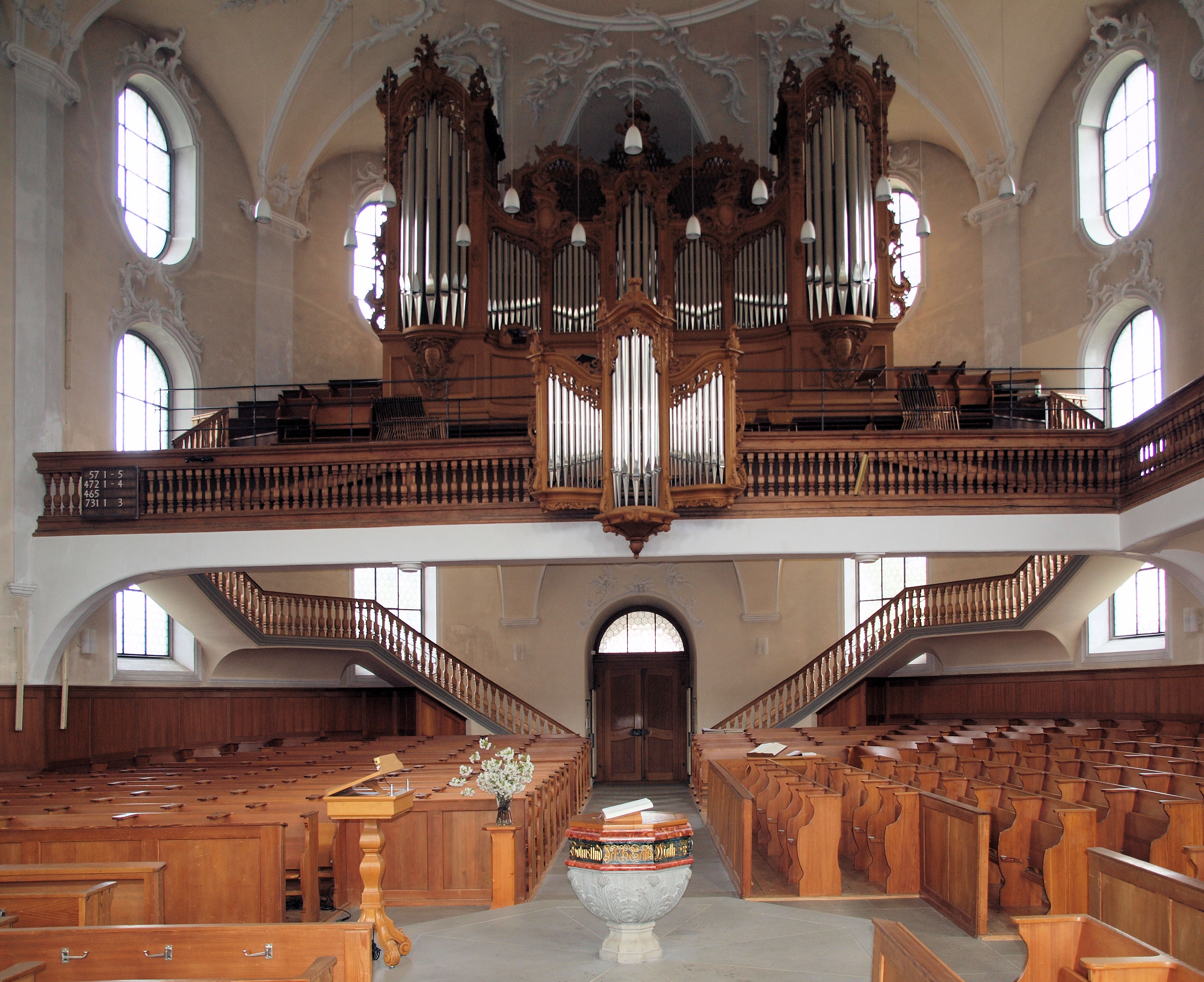
Reformierte Kirche Horgen, Schweiz

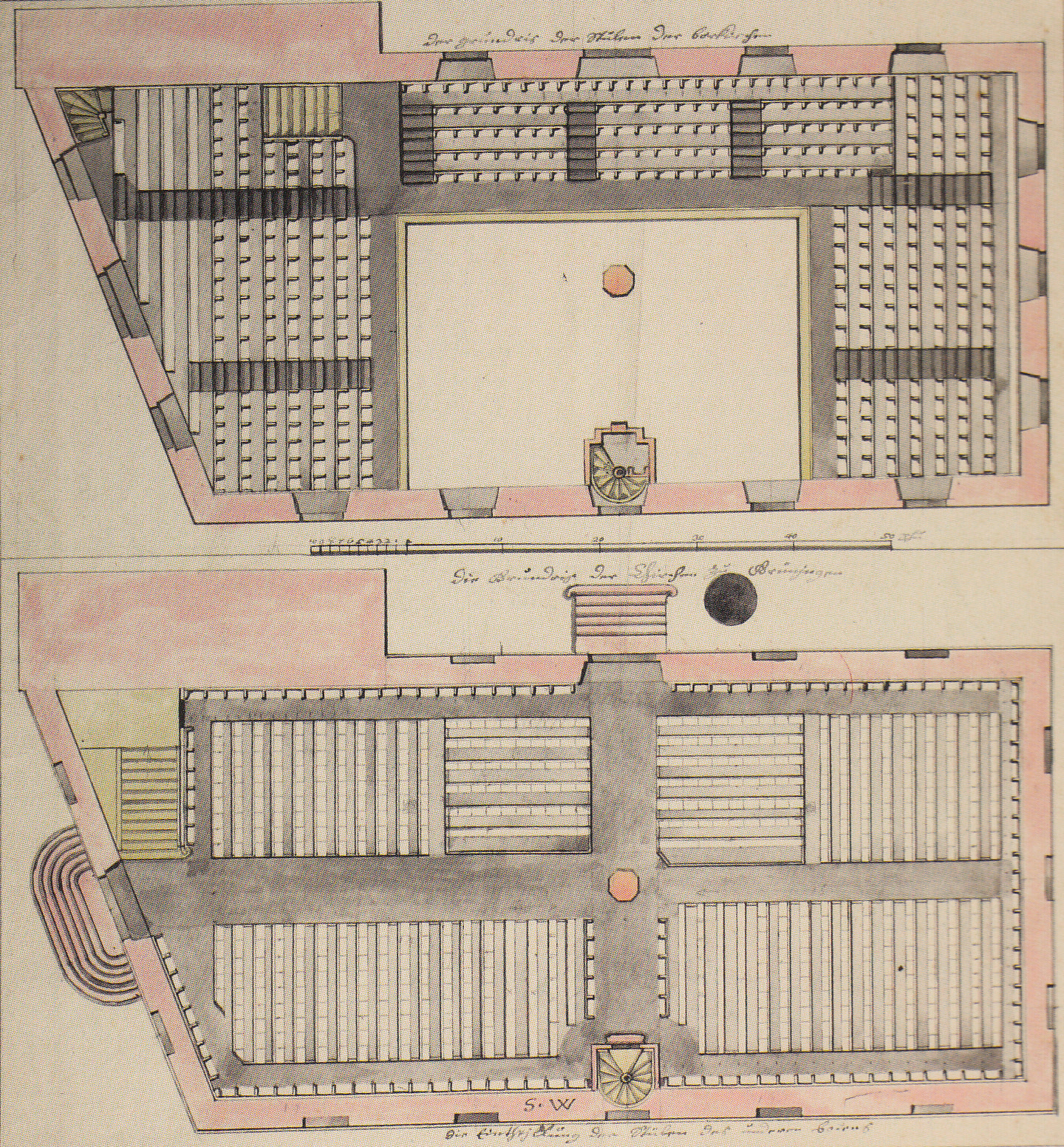
Grundrissplan der reformierten Schlosskirche Grüningen, Schweiz, 1781 oder 1782

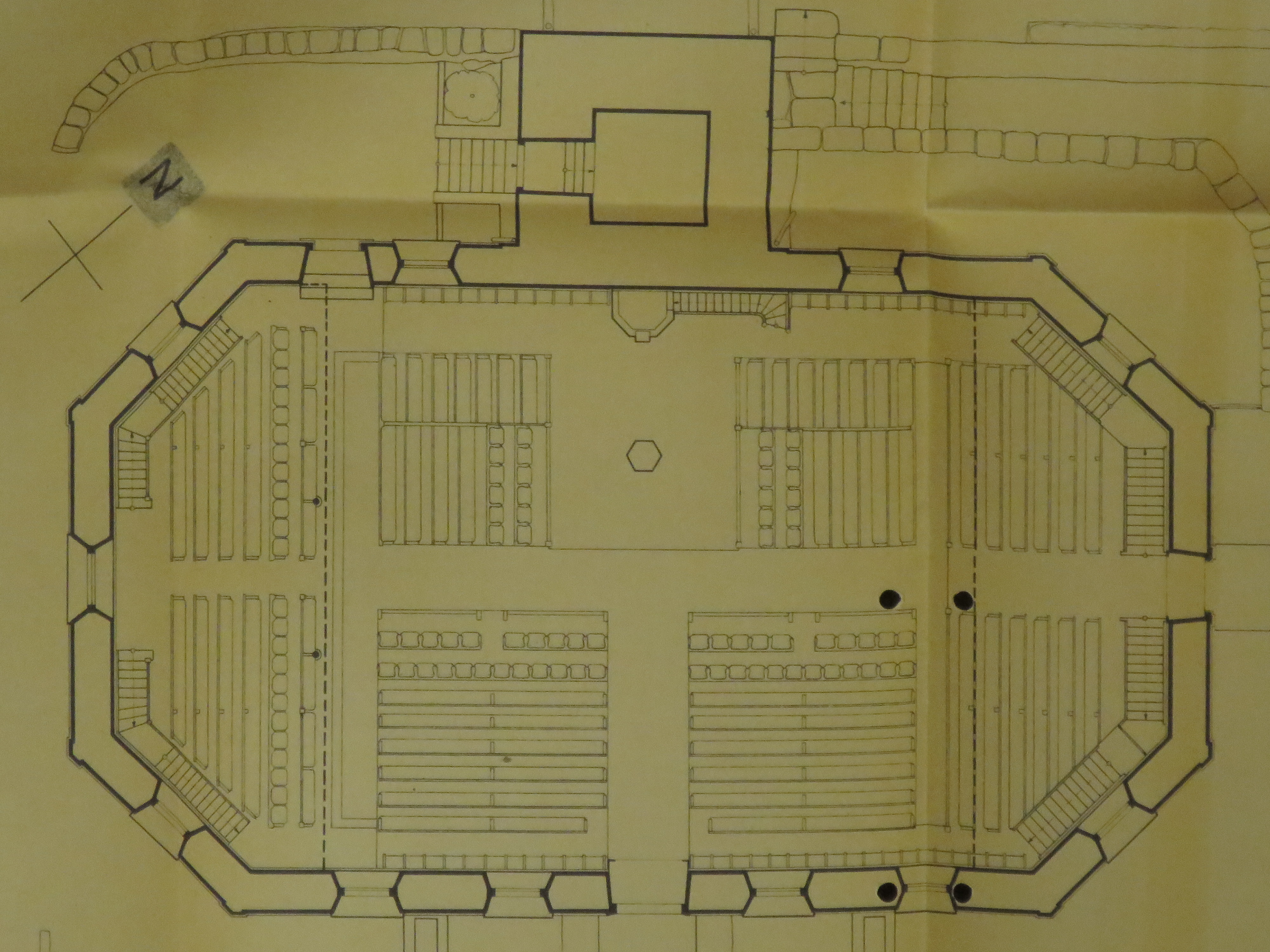
Beispiel für einen typischen Grundriss einer protestantischen Querkirche. Auf der kürzeren Mittelachse liegen (von der unteren Mitte her gesehen) der Eingang, der mittige Taufstein, die Kanzel und der Turm (Kirche Netstal, Schweiz, 1813.)

- Reformierte Kirche Wilchingen, 1676
- Reformierte Kirche Samedan, nach 1682
- Reformierte Kirche Sornetan in Sornetan, 1708–09
- Reformierte Kirche Zurzach, 1716–1724
- Temple Neuf (La Neuveville), 1720
- Reformierte Kirche Chaindon, 1739–1740
- Reformierte Kirche Yverdon, 1753–1757
- Reformierte Kirche Chêne-Bougeries, 1756–1758, Querkirche auf ovalem Grundriss
- Reformierte Kirche Le Locle, 1758–1759
- Reformierte Kirche Wädenswil, 1764–1767
- Reformierte Kapelle Bémont, 1767
- Reformierte Kirche Bauma, 1769–1770
- Reformierte Kirche Embrach, 1779–1780
- Reformierte Kirche Horgen, 1779–1782
- Reformierte Kirche Grüningen, 1782–1783
- Reformierte Kirche Kloten, 1785–1790
- Reformierte Kirche Hinwil, 1786–1787
- Reformierte Kirche Speicher AR, 1808–10
- Evangelische Kirche Altnau, 1810–12
- Reformierte Kirche Netstal, 1811–1813
- Alte Kirche Albisrieden, 1816–1817
- Reformierte Kirche Gossau, 1820–1821
- Reformierte Kirche Saint-Sulpice NE, 1820–1821
- Reformierte Kirche Seengen, 1820–1821
- Reformierte Kirche Meisterschwanden, 1820–1822
- Reformierte Kirche Uster, 1822–1828
- Reformierte Kirche Bäretswil, 1825–1827
- Reformierte Kirche Colombier, 1828
- Reformierte Kirche Sonvilier, 1831–1832
- Reformierte Kirche Wattwil, 1844–1848
- Reformierte Kirche Thalwil, 1846–1847
- Grossmünsterkapelle Zürich, 1858–60
- Kirchgemeindehaus Liebestrasse Winterthur, 1911–1913

Zur Querkirche umgebaute Längskirchen
- Reformierte Kirche La Brévine, 1604 (Umbau: ?)
- Nossa Donna Castelmur, um 1100 (Umbau: 1840–63)
- Reformierte Kirche Cortaillod, 1505 (Umbau:1722)
- Reformierte Kirche Baulmes, 11. Jahrhundert (Umbau: 1871)
- Reformierte Kirche Zürich-Unterstrass, 1882–1884 (Umbau: 1962–63)
- Reformierte Kirche Hausen am Albis, 1751 (Umbau: 1970)
- Reformierte Kirche Rüschlikon, 1713–14 (Umbau: 1971–72)

Zur Längskirche umgebaute Querkirchen
- Reformierte Kirche Courtelary in Courtelary, mittelalterlicher Bau, 1642/1733 zur Querkirche erweitert, 1933–36 zum Längssaal umgebaut
- Reformierte Kirche Tavannes, Bau von 1385, 1728 zur Querkirche erweitert, 1971–72 zum Längssaal umgebaut
- Reformierte Kirche Oron-la-Ville, 1678 (Umbau: 1816)
- Temple du Bas (Neuchâtel), 1695–1703 (Umbau: 20. Jahrhundert)
- Reformierte Kirche Péry in Péry, 1706 (Umbau: 1910)
- Reformierte Kirche Maienfeld, 1721–1724 (Umbau: 1931)
- Reformierte Kirche Sombeval in Sonceboz-Sombeval, 1733–1737 (Umbau: 1866)
- Reformierte Kirche Heiden AR, 1837–1839 (Umbau: 1936)
- Reformierte Kirche Albligen in Albligen, 1823 (Umbau: 1837)

«Falsche Querkirchen»
Bei einigen Bauten suggeriert die Achsengliederung des Außenbaus eine Querkirche, der Innenraum ist aber als Längskirche bestuhlt.
- Reformierte Kirche Othmarsingen, 1675 (Turm: 1895)
- Reformierte Kirche Schwerzenbach, 1812–13
- Reformierte Kirche Gächlingen, 1844–45

Querkirchen innerhalb von Baukomplexen
- Reformierte Kirche Greifensee, 1344
- Markuskirche Zürich-Seebach, 1947–48
- Reformierte Kirche Rosenberg, 1964–66
- Gellertkirche (Basel), 1964
- Evangelisches Kirchenzentrum Jona, 1975

### Dänemark
- Christianskirche (Kopenhagen)

### Frankreich
- 1583 Montpellier, Grand Temple der Hugenotten
- 1608 Dieppe, Temple der Hugenotten
- 1612 Caen, Temple der Hugenotten
- 1634 Sainte-Marie-aux-Mines, Temple der Hugenotten, Vogesen
- 1680 Saumur, Temple der Hugenotten
- 1728 Evangelisch-lutherische Kirche Buchsweiler, Dept. Bas-Rhin
- 1751 Evangelisch-lutherische Kirche Waldersbach, Vogesen
- 1751 Evangelisch-reformierter Temple Neu-Saarwerden, Dept. Bas-Rhin

### Großbritannien
- Saint Andrew’s Church, Edinburgh
- Old Congregational Chapel, Walpole (Suffolk), 1647
- Friar Street Chapel, Ipswich

### Italien – Katholische Querkirchen
- Pazzi-Kapelle in Florenz, 1442–1461 von Filippo Brunelleschi
- Madonna di Pie’ di Piazza in Pescia, 1447 von Andrea Cavalcanti
- Sant’Andrea al Quirinale in Rom, 1658–1670 von Gian Lorenzo Bernini
- San Giovanni in Bassano del Grappa, 1747 und 1782–85

### Niederlande
– „(CC)“ sind Links zu den Commons-Kategorien der Bauwerke –
Reformierte Konfession

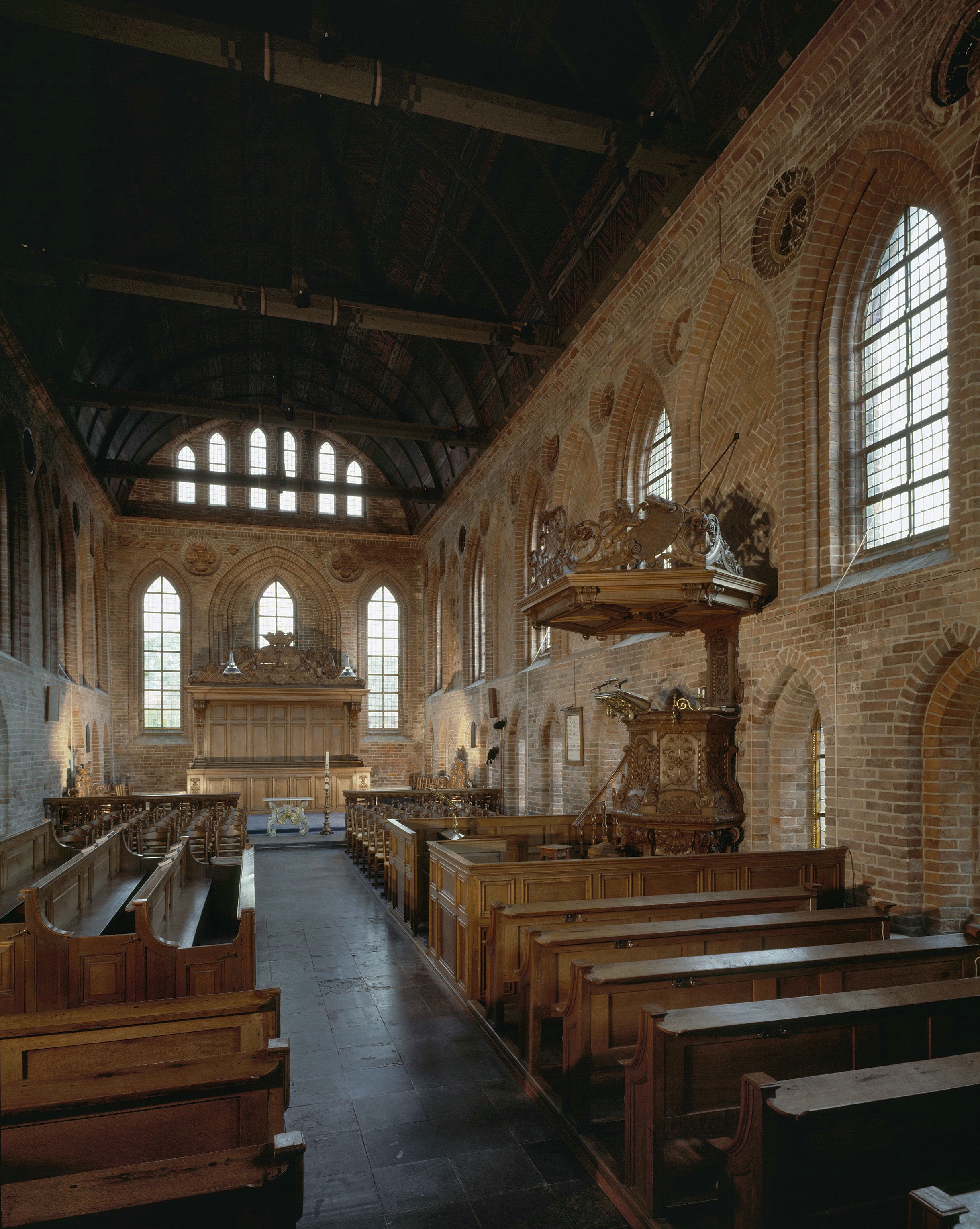
Aduard, Querkirche im mittelalterlichen Hostpitium

- Abdijkerk Aduard (CC) (Pr. Groningen), mittelalt. Hospitium 1597 zu Kirche umgebaut (eigentliche Klosterkirche abgerissen)
- Zuiderkerk (Amsterdam), 1603–1611
- Westerkerk (Amsterdam), 1620–1631
- Dorpskerk (CC), Bloemendaal, Noord-Holland, 1635–1636
- Nieuwe Kerk (Den Haag), 1649–56
- Leiden, Waardkerk, 1662
- Grote of Jacobijnerkerk, Leeuwarden, 1578–1580 simultan, seither ganz protestantisch
- Martinikerk, Sneek, 1580 protestantisch, Umbau 1681

Lutherische Konfession
- Lopikerkapel (CC), Lopik, Provinz Utrecht
- Lutherse Kerk (CC), Utrecht
- Lutherse Kerk (CC), Zaandam

Mennonitische Konfession
- Doopsgezinde Kerk, Workum
- Singelkerk, Amsterdam

### Norwegen
- Neue Kirche Bergen, 1700–02

### USA
- Boston, Massachusetts, Old South Meeting House, 1729
- Wethersfield, Connecticut, First Church of Christ, 1761